# 도개중학교
도개중학교(桃開中學校)는 대한민국 경상북도 구미시 도개면 궁기리에 있는 사립 중학교이다.

## 학교 연혁
- 1950년 6월 2일 : 도개 고등공민학교 개교
- 1953년 12월 22일 : 도개중학교 설립 인가(3학급)
- 1953년 12월 22일 : 홍형의 초대 교장 취임
- 1954년 2월 7일 : 도개중학교 개교
- 1974년 3월 3일 : 도개고등학교 개교
- 2000년 7월 1일 : 조영옥 제16대 이사장 취임
- 2006년 12월 6일 : 생활관(우정학사) 준공
- 2012년 3월 1일 : 중학교 영어교육모델 창의경영학교 운영
- 2023년 3월 1일 : 조광래 제17대 교장 취임
- 2024년 1월 5일 : 중학교 제68회 졸업(졸업생 누계 6,907명)
- 2024년 1월 5일 : 고등학교 제48회 졸업(졸업생 누계 6,916명)

## 참고 자료
- 도개중학교 - 한국교육학술정보원 학교알리미

## 같이 보기
- 선산 궁기동 석불상 - 경상남도 유형문화재 제120호